# Fullawaya saliciradicis
Fullawaya saliciradicis är en insektsart som beskrevs av Essig 1912. Fullawaya saliciradicis ingår i släktet Fullawaya och familjen långrörsbladlöss. Inga underarter finns listade i Catalogue of Life.